# Espártoco V
Espártoco V (en griego antiguo: Σπάρτοκος, Spártokos) fue un rey de Bósforo que reinó aproximadamente del 200 al 180 a. C.

## Origen
Hacia el 200 a. C., después de la desaparición del usurpador Higienon, el trono fue ocupado en circunstancias desconocidas por Espártoco V, que llevaba el nombre del fundador de la dinastía. Su origen preciso se desconoce, pero se le considera nieto del rey homónimo Espártoco IV, hijo del hipotético príncipe Perisades.

## Reinado
No nos ha llegado ninguna información sobre su reinado, en el curso del cual emitió monedas de cobre, con en el anverso, la cabeza de Poeidón mirando hacia la izquierda, y en el reverso, la inscripción «ПANTI» con una cabeza barbuda de sátiro.
A su muerte, hacia el 180 a. C., le sucedió su hija la reina Camasaria Filotecnos y su primer esposo, un tal Perisades III, que era tal vez igualmente su hijo o de Leucón II.